# Robin Heußer
Robin Heußler (Aschaffenburg, 23 maggio 1998) è un calciatore tedesco, centrocampista dell'Eintracht Braunschweig.

## Carriera
Ha iniziato a giocare nel Vikt. Aschaffenburg per poi entrare a far parte del settore giovanile del Norimberga nel 2013. Quattro anni dopo è stato assegnato alla seconda squadra dove ha iniziato a giocare con regolarità in Regionalliga. Il 20 giugno 2020 è stato acquistato dall'Ulma, con cui ha trascorso due stagioni in quarta divisione da titolare.
Nell'estate del 2022 ha firmato con il Wehen Wiesbaden ed il 25 luglio ha esordito in 3. Liga nell'incontro pareggiato 1-1 contro il Borussia Dortmund. Al termine della stagione ha ottenuto con i rossoneri la promozione in 2. Bundesliga vincendo i play-off contro l'Arminia Bielefeld ed il 29 luglio 2023 ha esordito nel campionato cadetto tedesco, contro il Magdeburgo.
A fine stagione è retrocesso dopo aver perso i play-out contro il Jahn Ratisbona ed il 10 giugno 2024 ha firmato un contratto con il Karlsruhe.

## Statistiche

### Presenze e reti nei club
Statistiche aggiornate al 30 giugno 2025.
| Stagione               | Squadra                | Campionato             | Campionato | Campionato | Coppe nazionali | Coppe nazionali | Coppe nazionali | Coppe continentali | Coppe continentali | Coppe continentali | Altre coppe | Altre coppe | Altre coppe | Totale | Totale | Totale |
| Stagione               | Squadra                | Comp                   | Pres       | Reti       | Comp            | Pres            | Reti            | Comp               | Pres               | Reti               | Comp        | Pres        | Reti        | Pres   | Reti   |        |
| ---------------------- | ---------------------- | ---------------------- | ---------- | ---------- | --------------- | --------------- | --------------- | ------------------ | ------------------ | ------------------ | ----------- | ----------- | ----------- | ------ | ------ | ------ |
| 2016-2017              | Norimberga II          | RL                     | 1          | 0          | -               | -               | -               | -                  | -                  | -                  | -           | -           | -           | 1      | 0      |        |
| 2017-2018              | Norimberga II          | RL                     | 31         | 1          | -               | -               | -               | -                  | -                  | -                  | -           | -           | -           | 31     | 1      |        |
| 2018-2019              | Norimberga II          | RL                     | 13         | 1          | -               | -               | -               | -                  | -                  | -                  | -           | -           | -           | 13     | 1      |        |
| 2019-2020              | Norimberga II          | RL                     | 22         | 1          | -               | -               | -               | -                  | -                  | -                  | -           | -           | -           | 22     | 1      |        |
| Totale Norimberga II   | Totale Norimberga II   | Totale Norimberga II   | 67         | 3          |                 | -               | -               |                    | -                  | -                  |             | -           | -           | 67     | 3      |        |
| 2020-2021              | Ulma                   | RL                     | 40         | 2          | CG              | 2               | 0               | -                  | -                  | -                  | -           | -           | -           | 42     | 2      |        |
| 2021-2022              | Ulma                   | RL                     | 34         | 4          | CG              | 1               | 0               | -                  | -                  | -                  | -           | -           | -           | 35     | 4      |        |
| Totale Ulm             | Totale Ulm             | Totale Ulm             | 74         | 6          |                 | 3               | 0               |                    | -                  | -                  |             | -           | -           | 77     | 6      |        |
| 2022-2023              | Wehen Wiesbaden        | 3L                     | 32+2       | 1+0        | CG              | 0               | 0               | -                  | -                  | -                  | -           | -           | -           | 34     | 1      |        |
| 2023-2024              | Wehen Wiesbaden        | 2L                     | 34+2       | 1+1        | CG              | 1               | 0               | -                  | -                  | -                  | -           | -           | -           | 37     | 2      |        |
| Totale Wehen Wiesbaden | Totale Wehen Wiesbaden | Totale Wehen Wiesbaden | 70         | 3          |                 | 1               | 0               |                    | -                  | -                  |             | -           | -           | 71     | 3      |        |
| 2024-2025              | Karlsruhe              | 2L                     | 28         | 1          | CG              | 3               | 0               | -                  | -                  | -                  | -           | -           | -           | 31     | 1      |        |
| Totale carriera        | Totale carriera        | Totale carriera        | 239        | 13         |                 | 7               | 0               |                    | -                  | -                  |             | -           | -           | 246    | 13     |        |